# Tennessee Valley Authority

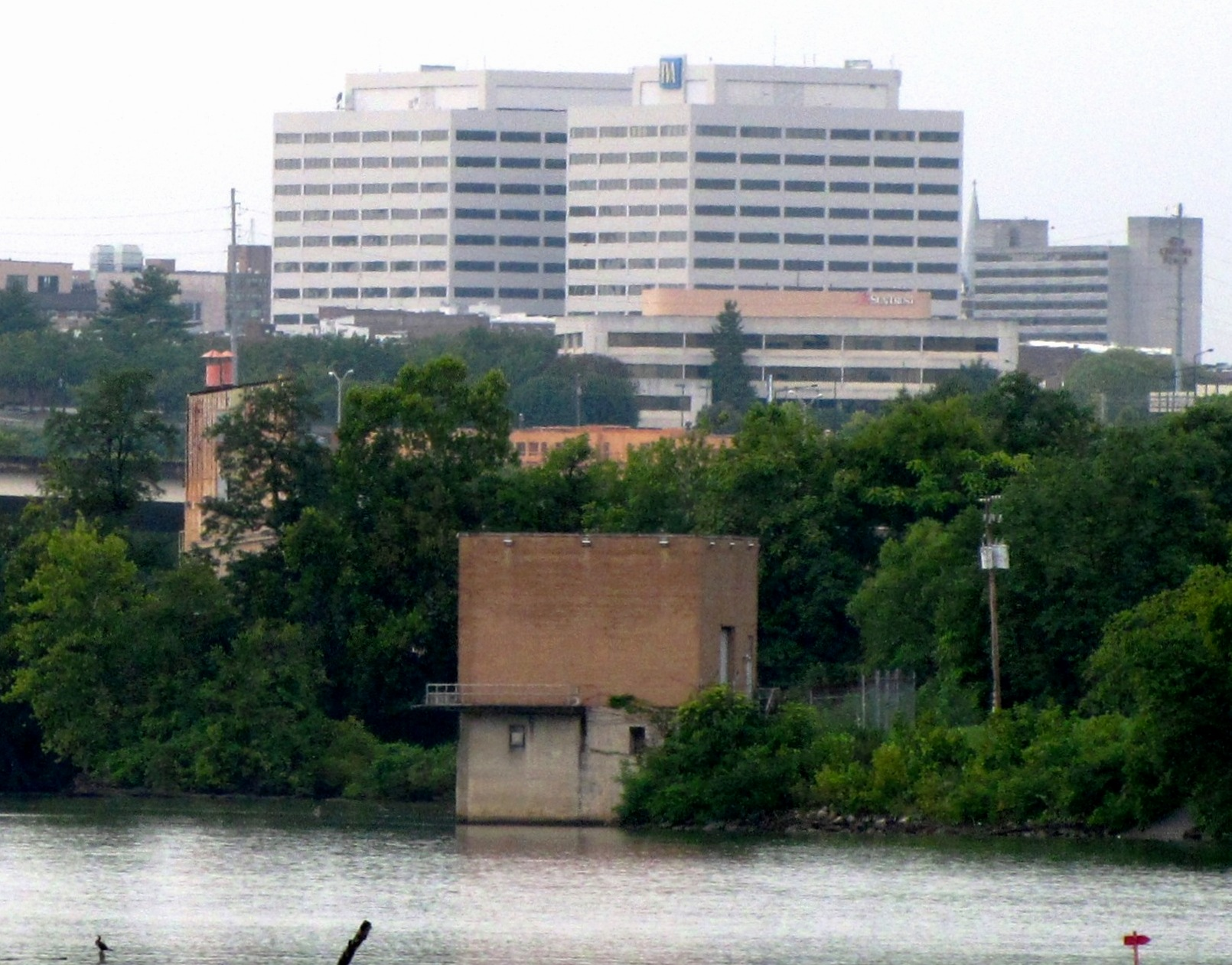
TVA Towers in Knoxville, Tennessee

Die Tennessee Valley Authority (TVA) ist ein US-amerikanisches Staatsunternehmen, das am 18. Mai 1933 in der Regierungszeit des Präsidenten Franklin D. Roosevelt im Rahmen seines New Deal-Programms gegründet wurde. Grundgedanke war laut Roosevelt, „a corporation clothed with the power of government but possessed of the flexibility and initiative of private enterprise“ („eine Körperschaft, ausgestattet mit staatlicher Macht, aber geprägt von der Flexibilität und Entschlusskraft eines Privatunternehmens“).
Die Hauptaufgabe ist die Verwaltung von Wasserkraft- und Flussregulierungsanlagen am Tennessee-Fluss, daneben betreibt sie als größter Energieerzeuger der USA heute zahlreiche Kohle- und Kernkraftwerke. Zu den Wasserkraftwerken gehört unter anderem auch das Raccoon-Mountain-Pumpspeicherwerk. Sitz der Behörde ist Knoxville im Bundesstaat Tennessee.
In den 1960er und 1970er Jahren begann die TVA mit dem Bau von 17 Kernkraftwerken, von denen jedoch nur 7 fertiggestellt wurden.
Nach rund 43 Jahren Bauzeit (mit einer jahrzehntelangen Unterbrechung) wurde das Kernkraftwerk Watts Bar 2 am 23. Mai 2016 morgens um 2.16 Uhr EDT zum ersten Mal kritisch und am 3. Juni mit dem Stromnetz synchronisiert.

## Kraftwerke
| Name         | Brutto-Leistung (MW) | Baubeginn | Betriebsaufnahme | Abschaltung |
| ------------ | -------------------- | --------- | ---------------- | ----------- |
| Allen        | 741                  | 1956      | 1959             |             |
| Bull Run     | 881                  | 1962      | 1967             |             |
| Colbert      | 1204                 | 1951      | 1955             | 2016        |
| Cumberland   | 2470                 |           | 1973             |             |
| Gallatin     | 976                  | 1953      | 1956–1959        |             |
| Johnsonville | 428                  | 1949      | 1951–1959        |             |
| Kingston     | 1398                 | 1951      | 1955             |             |
| Paradise     | 2558                 |           | 1963–1970        |             |
| Shawnee      | 1206                 | 1951      | 1957             |             |
| Widows Creek | 1600                 | 1950      | 1952–1965        | 2015        |

| Name                                    | Brutto-Leistung (MW) | Baubeginn | Betriebsaufnahme | Abschaltung |
| --------------------------------------- | -------------------- | --------- | ---------------- | ----------- |
| Bellefonte-1                            | 1263                 | 1974      | unvollendet      |             |
| Bellefonte-2                            | 1263                 | 1974      | unvollendet      |             |
| Bellefonte-3                            | 1100                 |           | Planung gestoppt |             |
| Bellefonte-4                            | 1100                 |           | Planung gestoppt |             |
| Browns Ferry-1                          | 1152                 | 1967      | 1974             |             |
| Browns Ferry-2                          | 1155                 | 1967      | 1975             |             |
| Browns Ferry-3                          | 1190                 | 1968      | 1977             |             |
| Hartsville-1                            |                      | 1975      | unvollendet      |             |
| Hartsville-2                            |                      | 1975      | unvollendet      |             |
| Hartsville-3                            |                      | 1975      | unvollendet      |             |
| Hartsville-4                            |                      | 1975      | unvollendet      |             |
| Sequoyah-1                              | 1221                 | 1970      | 1981             |             |
| Sequoyah-2                              | 1221                 | 1970      | 1982             |             |
| Watts Bar-1                             | 1202                 | 1973      | 1996             |             |
| Watts Bar-2                             | 1218                 | 1972      | 2016             |             |
| Yellow Creek-1                          |                      | 1978      | unvollendet      |             |
| Yellow Creek-2                          |                      | 1978      | unvollendet      |             |
| Clinch-River-Projekt (schneller Brüter) |                      | 1972      | unvollendet      |             |

## Karte
| Cumberland |

| Fort Loudoun |

| Watts Bar |

| Chickamauga |

| Nickajack |

| Guntersville |

| Wheeler |

| Wilson |

| Pickwick Landing |

| Kentucky |

| Browns Ferry |

| Sequoyah |

| Watts Bar |

| TENNESSEE |

| ALABAMA |

| KENTUCKY |